# Ganghofer-Allee

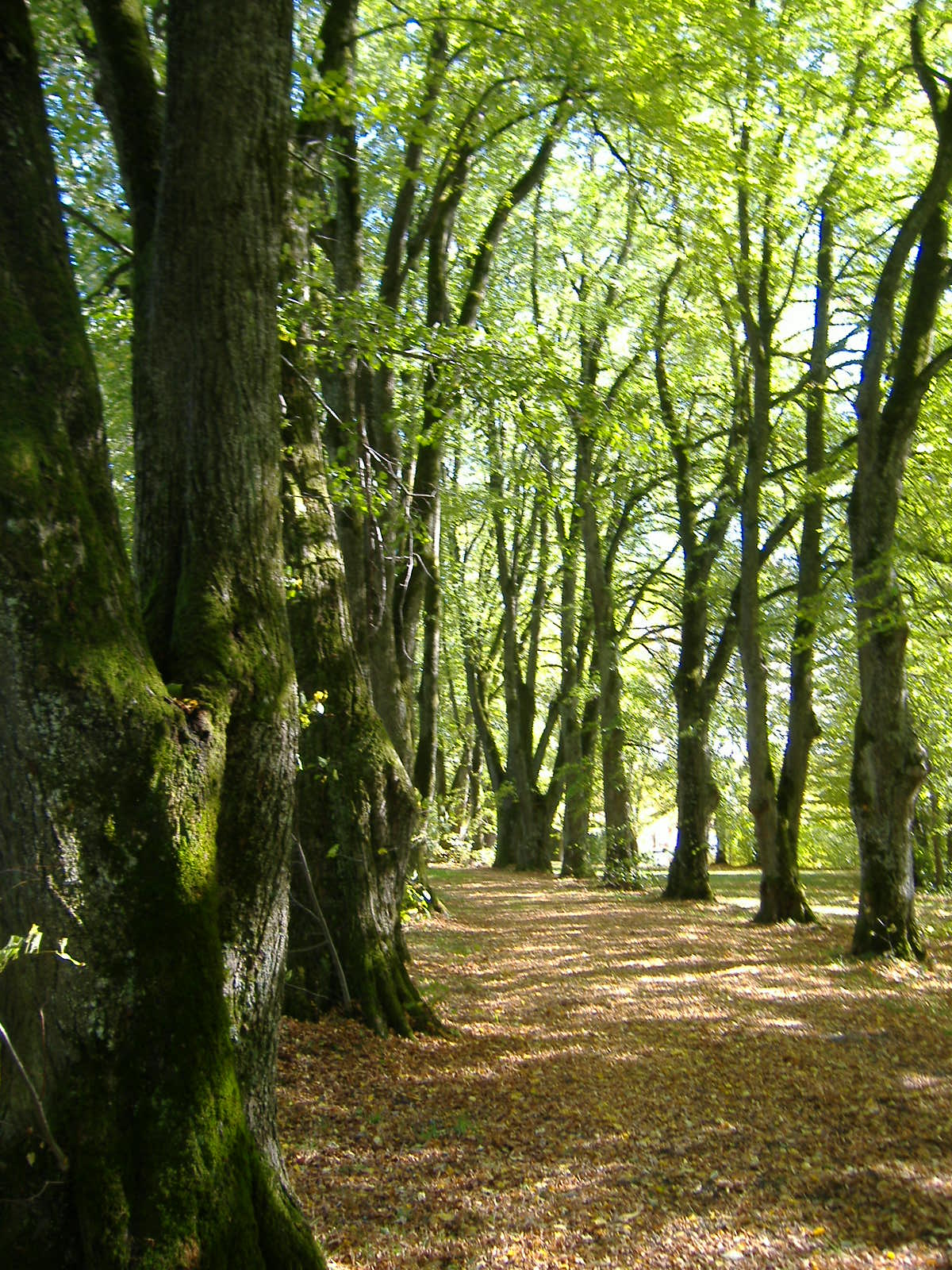
Die Allee im Frühherbst

Die Ganghofer-Allee ist ein Naturdenkmal in Welden.
1869 ließ der königliche Revierförster August Ganghofer, Vater des Schriftstellers Ludwig Ganghofer, auf den Theklaberg in Welden 56 Winterlinden pflanzen, wozu, wie die Tochter des Försters vermerkte ... die Gemeinde die Pflanzen unentgeltlich vom Pflanzgarten Papas bekam. Inzwischen sind diese zu einer prächtigen Lindenallee herangewachsen. Die ca. 175 m lange Lindenallee steht als Naturdenkmal 06536 unter Naturschutz. Vereinzelt wurde die Allee mit jungen Bäumen aufgefrischt.